# Blepharis forgiarinii
Blepharis forgiarinii là một loài thực vật có hoa trong họ Ô rô. Loài này được J.-P.Lebrun & Stork mô tả khoa học đầu tiên năm 1991.